# ОШ „Марко Орешковић” Нови Београд
ОШ „Марко Орешковић“ једна је од основних школа на Новом Београду. Налази се у улици Отона Жупанчича 30.
Изградња школе започела је 1958. године, а завршена 14. јула 1959. године. Зграда је тада опремљена, а 26. септембра примила је прве ђаке, у тадашњој Творничкој улици. Школа је тада имала 16 учионица, 2 кабинета са вежбаоницама, две радионице, фискултурну салу, библиотеку са читаоницом и ђачку кухињу. Школа је добила име по  револуционару, учеснику Шпанског грађанског рата и Народноослободилачке борбе, једом од организатора устанка у Лици 1941. године и народном хероју Југославије Марку Орешковићу.
Реновирана 2005. године, а данас у њој постоји дигитална учионица, свечана сала, пекара, кухиња са трпезаријом, фискултурна сала, музичка школа и припремни предшколски програм. У оквиру школе налази се атријум са биљкама, дрвећем, декоративним базеном и парк пријатељства.